# Cecile Licad
Cecile Licad (Manilla, 11 mei 1961) is een Filipijns klassiek pianiste.

## Carrière
Cecile Licad werd geboren op 11 mei 1961 in de Filipijnse hoofdstad Manilla. Haar ouders waren Rosario Buencamino en chirurg Jesus Licad. Licad begon met pianospelen op driejarige leeftijd. Haar eerste lerares was haar moeder Rosario. Later werd ze begeleid door Rosario Picazo. Op zevenjarige leeftijd had ze haar eerste orkestoptreden als solist met het Philippine Philharmonic Orchestra.
Op twaalfjarige leeftijd vertrekt Licad naar de Verenigde Staten waar ze gaat studeren aan het Curtis Institute of Music. Haar docenten daar waren onder andere Mieczysław Horszowski, Seymour Lipkin en Rudolf Serkin. Hierna studeert Licad vijf jaar lang aan het Rudolf Serkin’s Institute for Young Musicians in Vermont. In 1981, het eerste jaar dat Licad optreedt, heeft ze direct succes en breekt ze internationaal door. Haar eerste optreden is een concert met het New York Philharmonic Orchestra en dirigent Zubin Mehta. Ook heeft ze in dat eerste jaar optredens met het Chicago Symphony Orchestra, het Cleveland Orchestra, het London Symphony Orchestra en het Royal Philharmonic Orchestra. Bovendien had ze optredens in Washington, Minneapolis, Pittsburgh, Montreal, San Francisco, Japan en Hong Kong. Ook won ze dat jaar als een van de jongste musici ooit de Leventritt Gold Medal en trad ze op in een op televisie uitgezonden concert met Georg Solti.
Haar eerste albums maakte Licad voor CBS Recordings. Na een album met piano muziek van Schumann in 1989 werd de samenwerking met CBS in 1989 beëindigd. Hierna nam ze samen met violist Nadja Salerno-Sonnenberg kamermuziek op voor EMI. Halverwege de jaren negentig nam ze twee albums op met muziek van Chopin en Ravel voor het muzieklabel Music Masters. Dit label ging echter ten onder. In 2003 was ze terug met een album met piano muziek van de Amerikaanse componist Louis Moreau Gottschalk voor het platenlabel Naxos.
Cecile Licad was getrouwd met Braziliaanse cellist Antônio Meneses en kreeg met hem een zoon.

## Onderscheidingen
- 1981 - Leventritt Gold Medal (jongste vrouwelijke winnares)
- 1985 - Grand Prix de Disque (Warschau, Polen)
- 1990 - Time Magazine’s Critics Choice for Record of the Month
- 1986 - The Outstanding Women in the Nation' s Service (TOWNS) Award.
- 1987 - Ten Outstanding Young Men (TOYM) Award
- 1991 - Presidential Award of Merit
- 1994 - Gawad CCP sa Sining